# 미국청개구리
미국청개구리(American green tree frog, 학명: Hyla cinerea 휠라 키네레아[*])는 청개구리과 청개구리속에 속한 신세계 청개구리의 일종이다. 민가 주위에도 흔한 종(backyard specie)으로 애완동물로 자주 길러진다. 조지아주와 루이지애나주의 상징 양서류이기도 하다.